# Epicypta hirsutistyla
Epicypta hirsutistyla är en tvåvingeart som beskrevs av Loïc Matile 1979. Epicypta hirsutistyla ingår i släktet Epicypta och familjen svampmyggor. Inga underarter finns listade i Catalogue of Life.